# Neal Burns
Pour les articles homonymes, voir Burns.
Neal Burns est un acteur, scénariste et réalisateur américain né le 26 juin 1892 à Bristol, Pennsylvanie (États-Unis), mort le 3 octobre 1969 à Los Angeles (États-Unis).

## Filmographie

### Comme scénariste
- 1930 : Johnny's Week End
- 1930 : College Cuties
- 1931 : Bride and Gloomy
- 1931 : A Shotgun Wedding

### Comme réalisateur
- 1929 : Are Scotchmen Tight?
- 1929 : Reckless Rosie
- 1929 : Stage Struck Susie